# Борсук Микола Олександрович
Борсук Микола Олександрович (нар. 18 грудня 1947, м. Тетіїв, Київська область) — український політик. Перший заступник голови Київської облдержадміністрації у 1992 — 1994 і 1995—1997 роках. Орден «За заслуги» III ст. (2002).

## Життєпис
Українець. Батько Олександр Петрович (1910—2000); мати Христина Омелянівна (1915—1983);

дружина Олена Андріївна (1948) — пенсіонерка. Має синів  Андрія (1971) і Олександра (1982).
Навчався у Білоцерківському сільськогосподарському інституті (1974), вчений зоотехнік; ВПШ при ЦК КПУ (1979—1982). 

1974 — старший зоотехнік, головний зоотехнік управління сільського господарства, Тетіївський райвиконком. 

- 05.1977-11.78 — голова, колгосп «Україна» Тетіївського району.
- 11.1978-03.85 — секретар, 03.1985-04.90 — 1-й секретар, Тетіївський РК КПУ.
- 04.1990-04.92 — 1-й заступник голови Київського облвиконкому, голова облагропромради.
- 04.1992-07.94 — 1-й заступник голови, Київська облдержадміністрація.
- 07.1994 — 1-й заступник голови з виконавчої роботи, Київська облрада народних депутатів
- 10.1995-01.97 — 1-й заступник голови, Київська облдержадміністрація
- 01.1997-10.2002 — заступник Начальника, 10.2002-09.08 — 1-й заступник Начальника, Головне управління державної служби при КМ України (Головне управління державної служби України).

## Нагороди
- Орден «За заслуги» III ст. (грудень 2002).
- Почесна грамота Кабінету Міністрів України (січень 2000).
- Почесна грамота Верховної Ради України (грудень 2002).
- Нагрудний знак «Державна служба України „За сумлінну працю“ Головдержслужби України» (03.1999).
- Державний службовець 2-го ранґу (грудень 2009).